# Shirati
Shirati (ehemals: Schirati) ist eine Siedlung im Distrikt Rorya, der in der Region Mara in Tansania liegt. Die Siedlung liegt am Ostufer des Victoriasees, etwa 15 Kilometer südlich der Grenze zu Kenia. Zur Zeit der Volkszählung im Jahr 2002 lebten ca. 10.000 Menschen in der Stadt. Die meisten Einwohner von Shirati sind Luo, weiterhin stellen die Suba, eine Bantu-Untergruppe, eine große Ethnie in dem Ort.

## Geographie
Der Ort liegt auf Granit, der dort nackt zutage tritt und ein niedriges Steilufer zum See bildet. Die Regenmenge betrug zur deutschen Kolonialzeit 710 mm im achtjährigen Mittel.

## Geschichte
Zur deutschen Kolonialzeit gründete der Hauptmann der Schutztruppe Gaston Schlobach 1898 eine Militärstation in dem Ort – zu dieser Zeit Schirati genannt. Weiterhin wurde eine Schotterstraße hinunter zum Ufer des Sees, ein Steinpfeiler, sowie eine Reihe anderer offizieller Gebäude errichtet.
Shirati war in diesen Jahren Offiziersposten der Schutztruppe, Nebenstelle des Bezirksamts in Muansa (heute: Mwanza) und Zollstelle. 1913 wurde die Bezirksamtsnebenstelle nach Musoma verlegt. Die Zollstelle blieb erhalten, da Shirati auch Dampferhaltestelle war und es einigen Dauverkehr gab. Der Wert der Einfuhren über den Hafen betrug 1912 0,239 Millionen Mark, der der Ausfuhr (besonders Häute und Erdnüsse) 0,506 Millionen Mark.

## Karte
- B.  Whitehomt: Shirati Bay 1. In Plans in Lake Victoria  N., Admiralty Chart 3693. Uhlig. London. 1908.